# نبلابومبو
نبلابومبو شهری در شهرستان گاونگو در استان بازگا در بورکینافاسوی مرکزی است و جمعیت آن ۱۶۳۵ نفر است.